# Ћ
Tshe (Ћ ћ; cursiva: Ћ ћ) es una letra del alfabeto cirílico, con una pronunciación similar a ⟨ch⟩. El sonido de Tshe se produce a partir de la oclusiva alveolar sorda /t/ por iotacismo. Tshe es la vigésima tercera letra del alfabeto serbio. Fue introducida en 1818 al diccionario serbio de Vuk Stefanović Karadžić, a partir de la antigua letra cirílica Djerv.
Al formar parte de los apellidos serbios más comunes, la transliteración de Tshe al alfabeto latino es muy importante, sin embargo, hay muchas maneras de transcribirla. Normalmente se transcribe como ⟨ć⟩, de acuerdo con el alfabeto latino serbocroata o sin el signo diacrítico, como ‹c›; transliteraciones menos frecuentes son: ⟨tj⟩, ⟨ty⟩, ⟨cj⟩, ⟨cy⟩, ⟨ch⟩ y ⟨tch⟩.
Como se trata de una letra única del alfabeto cirílico serbio, así como la letra con la que empieza la palabra cirílico en serbio (ћирилица), Tshe a menudo se utiliza como base de logotipos para diversos grupos involucrados con el alfabeto cirílico.

## Relación de letras con similares características
El grafema cirílico ћ tiene las siguientes letras latinas, con similares características de forma, y sonido (che): 
- Forma: ħ / Ħ.
- Sonido: ć / Ć.

## Pronunciación
Pronunciación de la letra ћ en el idioma serbio:
La letra cirílica ћ, en el idioma serbio, se pronuncia de manera similar al dígrafo ch del español: